# Портрет на младеж
„Портрет на младеж“ е картина на италианския художник Джорджоне от 1508 – 1510 г. Картината (72,5 x 54 cm) се съхранява в Музея за изящни изкуства в Будапеща. Използваната техника е маслени бои върху платно.

## История
Тази картина, както голяма част от творчеството на Джорджоне, е предмет на спорове за авторство. Съществуват изследователи, макар и малцинство, които приписват произведението на Джовани Кариани (художник, силно повлиян от Джорджоне) или друг венециански живописец активен около 1510 г. Затрудненията са породени основно от факта, че картината достига до нас в недобро състояние. Отвореният прозорец и пейзажът в лявата ѝ част са толкова избледнели, че едва се забелязват с невъоръжено око. Рентгенови фотографии разкриват преправяне на очите и ръцете в етап, когато картината е била готова, модификации наблюдавани и при други произведения на Джорджоне. Има и други знаци, като изражението на очите, включените парапет и отворен прозорец, които също подкрепят тезата, че творбата е на Джорджоне, вероятно нарисувана немного преди неговата смърт през 1510 г.
Картината постъпва в музейните колекции още през 1836 г. като дарение от Янош Ласло Пиркер.

## Описание
В меланхоличното, замислено изражение на младежа и пасторалната атмосфера се чете носталгия по „Златната епоха“, което е нещо изключително характерно за началото на XVI век. 
Светлината, енигматично обграждаща формите, и деликатното градиране на тоновете са индикация за разпространение на откритията на Леонардо да Винчи и сред венецианските художници. Меките очертания на контурите показват, че Джорджоне е бил запознат с техниката сфумато, разработена от Леонардо да Винчи. Творбата е създадена в края на кариерата на художника, а парапетът и тъмният фон свидетелстват за влиянието на фламандските модели. 
Това изображение не е типично за ренесансовия портрет: погледът на модела в портретите от тази епоха обикновено е насочен директно, създавайки усещане за контакт със зрителя. Младежът гледа настрани, което създава специална, меланхолична атмосфера и взаимодействие не на рационално, а на емоционално ниво. В тази работа индивидуалните черти са успешно съчетани с образа на идеалния човек на Ренесанса. Изследването на картината с рентгенови лъчи показа, че първоначално младият мъж е гледал пейзажа, който служи като фон на картината.
Самоличността на портретувания персонаж не е установена със сигурност. Парапетът носи надпис "V" върху шапка, вероятно символ на латинската дума "virtus", което означава „добродетел“ или „смелост“, древноримска камея с тройна женска глава и малко картелино с почти нечетлив надпис. По този начин някои идентифицират темата на произведението с поета Антонио Брокардо.